# Yello
Yello er et schweizisk elektronisk band, der blev dannet i Zürich i 1979. I størstedelen af sin historie har det været en duo bestående af Dieter Meier og Boris Blank; Carlos Perón der var med til at grundlægge gruppen forlod den igen i 1983.
Deres lyd er ofte karakteriseret af usædvanlige musiksamples og vægt på rytme, med Meier som forsanger og tekstforfatter og Blank der står for musikken. Blandt deres bedst kendte sange er "Oh Yeah" (1985), som har optrådt i mange film og tv-serier inkl. Ferris Bueller's Day Off, The Secret of My Success, Uncle Buck og The Simpsons; og "The Race" (1988), der toppede som nummer 7 på UK Singles Chart. Bandet har udgivet 14 studiealbums siden 1980.

## Diskografi
- Solid Pleasure (1980)
- Claro Que Si (1981)
- You Gotta Say Yes to Another Excess (1983)
- Stella (1985)
- One Second (1987)
- Flag (1988)
- Baby (1991)
- Zebra (1994)
- Pocket Universe (1997)
- Motion Picture (1999)
- The Eye (2003)
- Touch Yello (2009)
- Toy (2016)
- Point (2020)